# Hana Kvapilová
Pour les articles homonymes, voir Kvapilová.
Hana Kvapilová, née Kubesch le 29 novembre 1860 à Prague où elle est morte le 8 avril 1907,,, est une actrice et écrivaine tchèque.

## Biographie
Hana Kubesch est née à Prague dans le Nové Město, où son père Gustav Kubeš (8 avril 1837 – 16 décembre 1889) tenait un atelier de dorure et de restauration rue Spálená, d'abord dans la maison no 92/II puis dans la maison no 75/II. Sa mère Marie, née Urbanová, était pupille du presbytère de Čelákovice. Le seul frère d'Hana, Gustav (1869–1888), deviendra fonctionnaire municipal, mais meurt d'un diabète sucré peu après le mariage de leurs parents.
Elle fréquente d'abord l'école privée Svatava Amerlingová (cs) place Venceslas, puis de 1871 à 1875 l'école supérieure de filles (Vyšší dívčí škola v Praze (cs)) de la rue Vodičkova. Son professeur de piano est Antonín Dvořák, alors membre de l'orchestre du Théâtre provisoire. Lorsque la famille se retrouve dans la pauvreté après la faillite financière de la compagnie de son père vers 1873, elle l'aide à subvenir à ses besoins en lui fournissant des emplois occasionnels. Elle commence à jouer en amateur à l'Hôtel de ville de Malostranská en 1884 (le rôle de la femme de chambre Katynka dans la pièce de František Ferdinand Šamberk Blázinec v prvním poschodí (Le Fou au premier étage) et attire rapidement l'attention par son talent d'actrice. Elle fréquente également d'autres clubs amateurs, comme le Pokrok de Žižkov et joue également avec des amateurs de Poděbrady. En 1886, elle reçoit une offre de la compagnie de Pavel Švanda ze Semčic (cs) (en été, la compagnie se produit à Prague au Švandovo divadlo na Smíchově (cs). Elle devient alors actrice professionnelle.
Avec la troupe de Pavel Švanda, elle participe régulièrement à des tournées de spectacles, par exemple à Brno (saisons d'hiver 1886-1888), Mladá Boleslav et Jičín. Son partenaire sur scène est généralement Eduard Vojan (cs), avec qui elle se fiance secrètement le 24 février 1887. 

### Théâtre national
En 1888, František Adolf Šubert (cs) l'invite à auditionner pour le Théâtre national (20 avril 1888 Jaroslav Vrchlický : Noc na Karlštejně ; 22 avril 1888, Emanuel Bozděch (cs) : Z doby kotillonů) et le 1er juin 1888, elle est engagée, avec Eduard Vojan, comme membre de la troupe dramatique du Théâtre national, où va travailler jusqu'à sa mort.
Elle tient d'abord des seconds rôles. Lors de ses précédents engagements, elle incarnait Nora, Ofelia et Margarita. Son expérience théâtrale n'est pas prise en compte. La direction du théâtre s'appuie sur ses jeunes concurrentes, Hana Benoniová et Maria Laudová, toutes deux maîtresses du metteur en scène Šubert. Plus tard, elle s'oriente vers des rôles naïfs et sentimentaux.
Fin janvier 1890, lors d'une reprise de la pièce Les Sept Corbeaux, où elle interprète le rôle de Svetlana, elle rencontra le journaliste, écrivain et plus tard directeur du Théâtre national Jaroslav Kvapil, de huit ans son cadet . Quatre ans plus tard (le 24 mai 1894), elle l'épouse. Une amitié de longue date la lie à l'écrivaine Růžena Svobodová,.
Sur la scène du Théâtre national, son partenaire privilégié est l'acteur Eduard Vojan. Avec lui, elle devient une figure emblématique du Théâtre national. Elle s'imprègne pleinement de l'atmosphère de son époque et des questions qu'elle se pose. Parmi elles, la quête d'un nouveau sens à la vie féminine et le mythe de la femme porteuse de forces capables de purifier et de revitaliser la société .
Kvapilová y répond et cherche des réponses dans ses rôles, qui acquièrent ainsi une force de persuasion extraordinaire. Elle incarne toute une gamme de femmes en quête de beauté et de perfection, sensibles, souvent déçues par la vie, comme Nora et Rebecca West (Chevaux blancs) d'Ibsen, Macha de Tchekhov, La Princesse aux pissenlits de Jaroslav Kvapil (cs), Mina (La Culpabilité) de Jaroslav Hilbert (cs) et les héroïnes Mahulena et Sulamith de Julius Zeyer. Kvapilová et son mari sont également parmi les premiers à intégrer la décoration à l'ambiance de la production.
Son premier succès significatif est le rôle de Mína Mařáková dans le drame Vina de Hilbert en 1896. Hilbert a écrit ce rôle spécialement pour elle, et ce personnage touchant, abandonné et séduit, méprisé par sa mère, lui gagne la sympathie du public. Kvapilová peut ainsi démontrer pour la première fois sa conception du jeu centrée sur le détail d'une action banale. La culpabilité cachée de Mína, sa séduction secrète, lui permettent de se concentrer sur le sous-texte plutôt que sur l'expression effective des émotions.
En 1897, elle interprète son rôle le plus célèbre, celui de la princesse Jaskier dans le conte de fées de son mari Jaroslav Kvapil. Une fois de plus, elle incarne une jeune fille fragile luttant pour survivre dans un monde hostile.
Kvapilová crée un archétype fort, captivant et séduisant de femme simple, introvertie et soumise, mais provocante et intérieurement intacte, qui s'est résignée à l'image populaire de la femme à la fin du XIXe siècle . Cependant, d'autres actrices de la compagnie qui ont également interprété des personnages de ce type (Marie Bittnerová (cs), Jenůfa et Hana Benoniová (cs), Maryša (cs)) n'ont pas trouvé dans ce répertoire un pilier de leur art (Bittnerová préférait le répertoire shakespearien classique et Benoniová les rôles de salon français contemporains).
Par ailleurs, sous la direction de Šubert, Kvapilová n'obtient pas les opportunités qu'elle réclame. Elle supplie vainement la direction de lui accorder un rôle dans Ibsenav. Après des expériences précédentes défavorables, le metteur en scène Šubert craint un échec commercial de la production de la pièce. Dans ses publications, il fait l'éloge de Kvapilová (notamment pour souligner que le théâtre n'a pas besoin de Marie Pospíšilová, qu'il déteste profondément au sein de la troupe), mais ne lui offre pratiquement pas de réelles opportunités d'interprétation.
Lorsque le Théâtre national met en scène John Gabriel Borkman d'Ibsen en 1897, Marie Laudová est choisie pour incarner Fanny Wilton, et ce n'est que lorsqu'elle refuse le rôle que Kvapilová l'obtient. 
Après 1900, lorsque son mari est nommé dramaturge, Kvapilová devient la cible de campagnes de haine dans la presse, dont elle avait pourtant été la favorite. Elle est accusée d'utiliser l'influence de son mari sur le choix des rôles et du répertoire. Elle joue moins de rôles, mais dans des choix plus judicieux. Son talent d'actrice lui permet ainsi d'être mieux rémunérée qu'au cours de la période précédente, où elle ne bénéficiait d'opportunités plus significatives que grâce à l'intervention de dramaturges tchèques.
En 1903, le dramaturge Jaroslav Hilbert l'attaque dans la revue Moderní. Kvapilová refusa le rôle de la reine Kunhuta dans la pièce, Falkenštejn, pour des raisons de santé, bien qu'elle y jouât également lors de représentations invitées, ce qui offensa Hilbert. Hilbert critiquait la direction du théâtre, qui, selon lui, condamnait la pièce à l'échec public en la présentant en été et en n'organisant que quatre répétitions avant la première.
Dans la revue Moderní, Hilbert formule la thèse controversée selon laquelle une actrice bourgeoise, une « collaboratrice » professant un style de jeu moderne, ne peut captiver sur scène comme les grandes actrices de la génération précédente, qui mènent également le style de vie des courtisanes. Il ne s'agit pas d'une expression réaliste de la vie, mais d'une autre stylisation artistique, plus ennuyeuse que la précédente et plus fausse encore car se prétendant véridique. Hana Kvapilová ne supporte pas toutes ces critiques et se renferme de plus en plus.
En 1902 et 1906, elle se produit à Zagreb et à Belgrade, où elle est chaleureusement accueillie, et en 1902, elle reçoit l'Ordre royal de Saint-Sava après y avoir interprété Hamlet. 
Vers la fin de sa vie, elle est souvent critiquée dans la presse pour ses opinions progressistes et sa féminité moderne (en particulier par Jaroslav Hilbert et l'éditeur Josef Krapka),. 
Elle meurt prématurément d'un diabète sucré à l'âge de quarante-six ans, au sommet de sa carrière artistique.

## Galerie

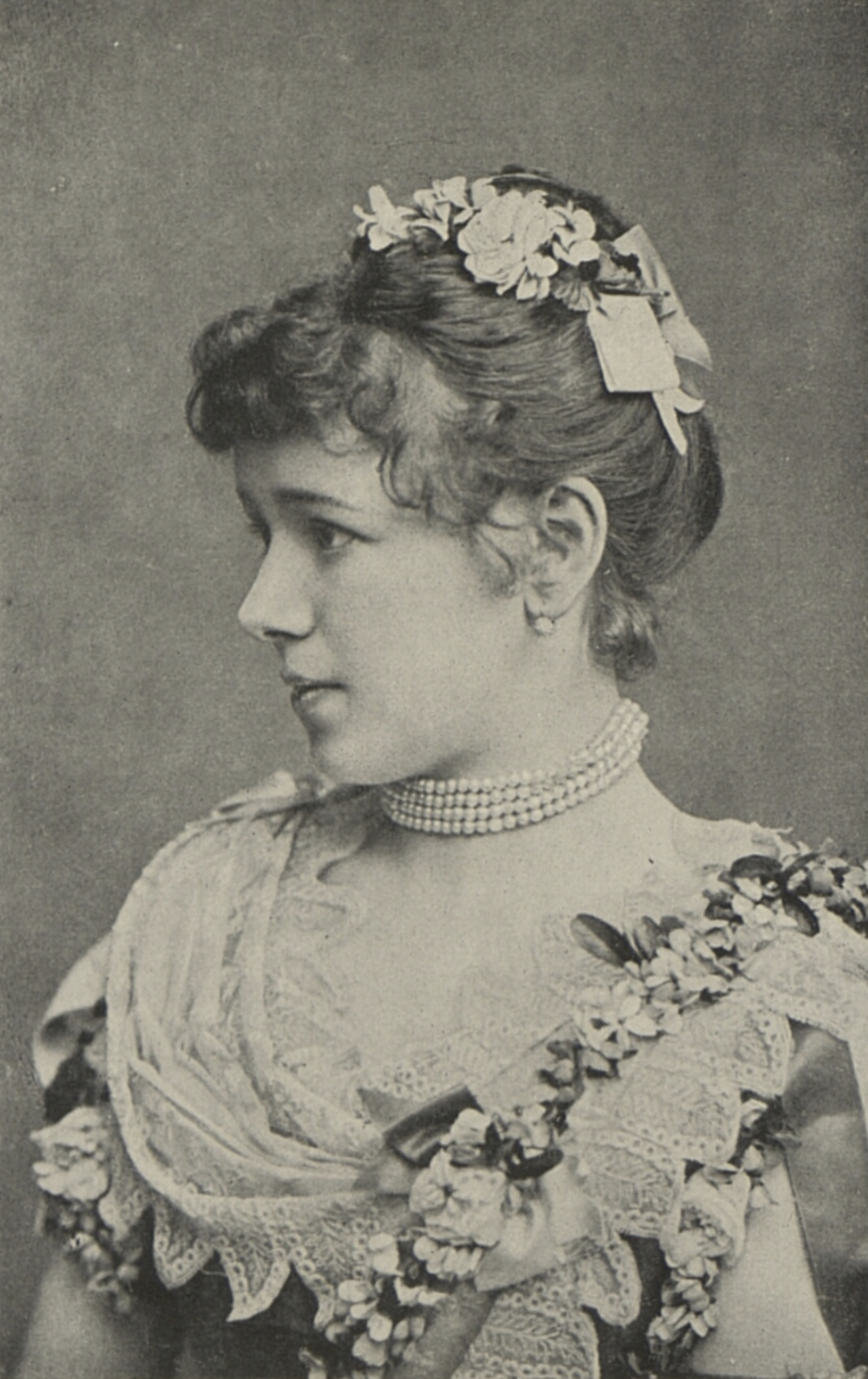
Hana Kvapilová vers 1880
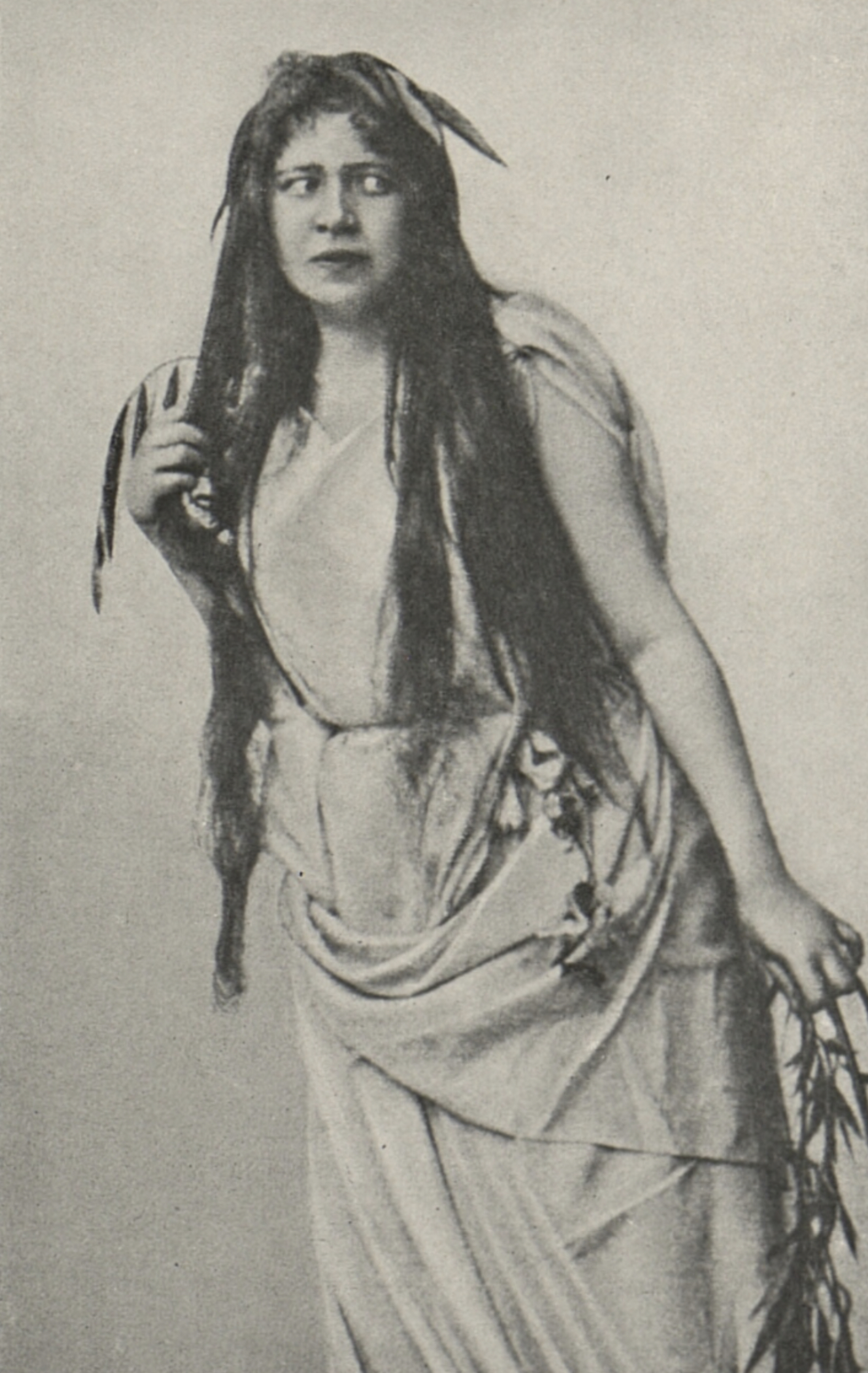
Hana Kvapilová dans Ofelie, vers 1890
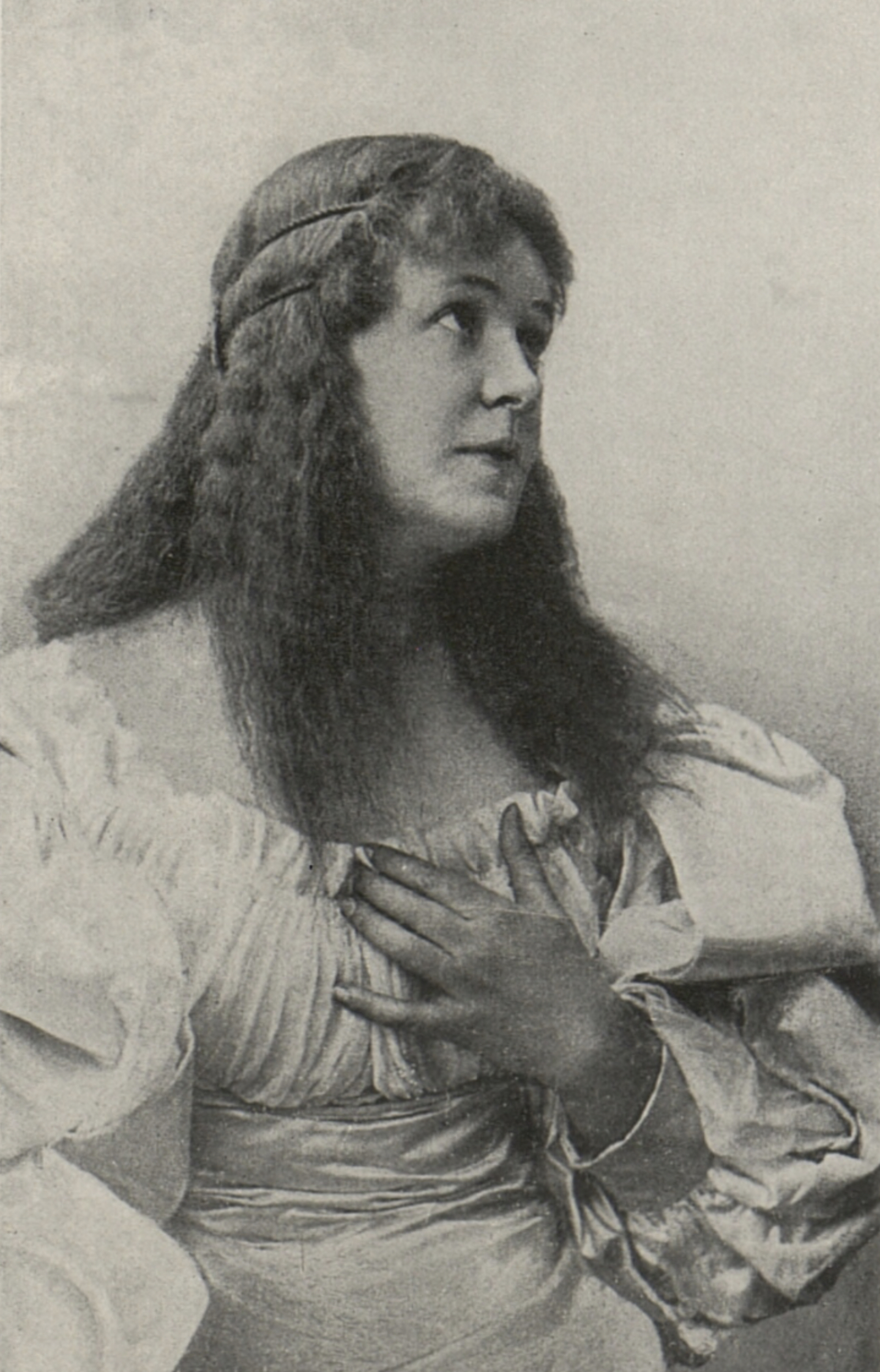
Hana Kvapilová en costume renaissance, vers 1890
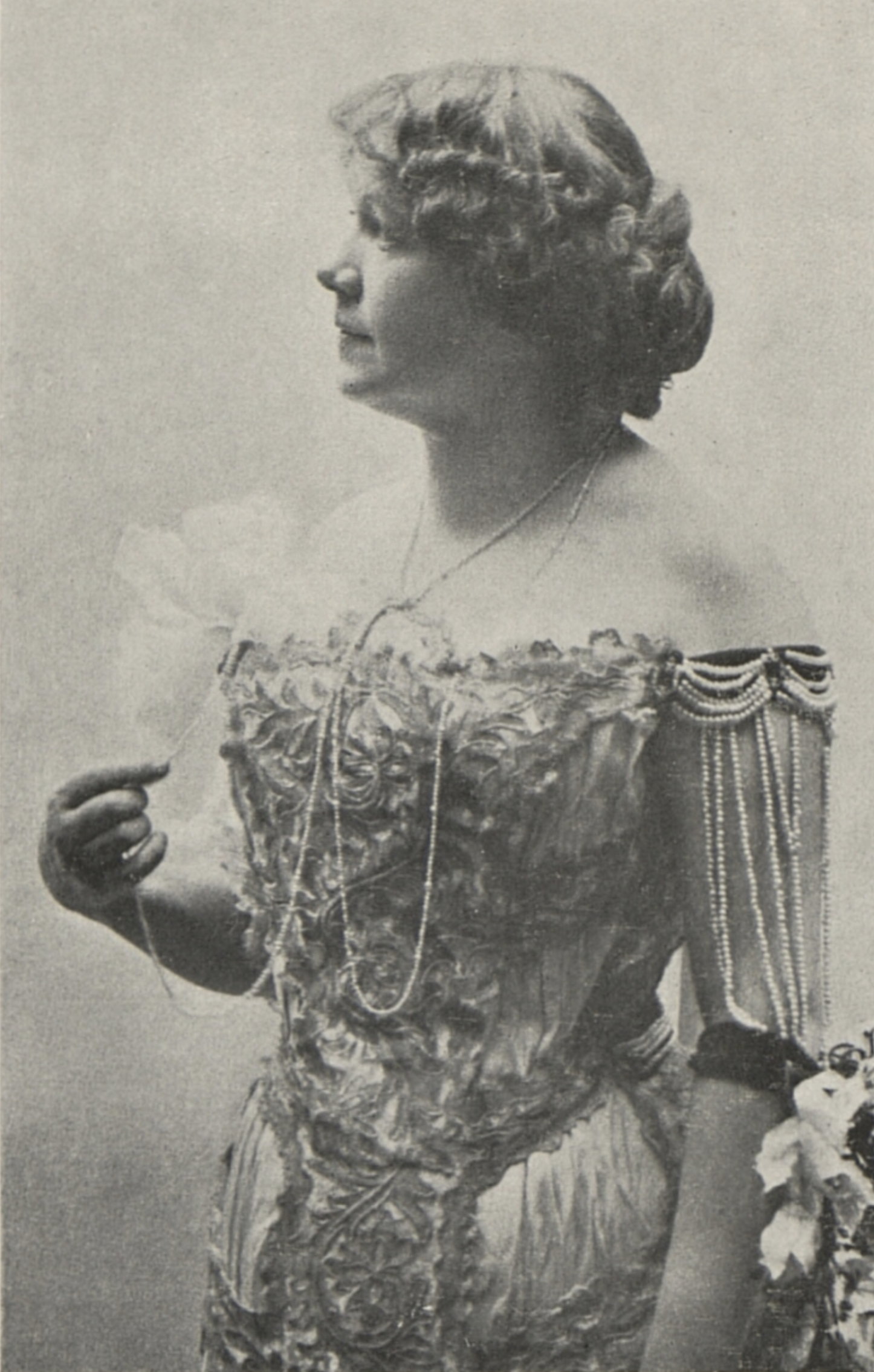
Hana Kvapilová vers 1899
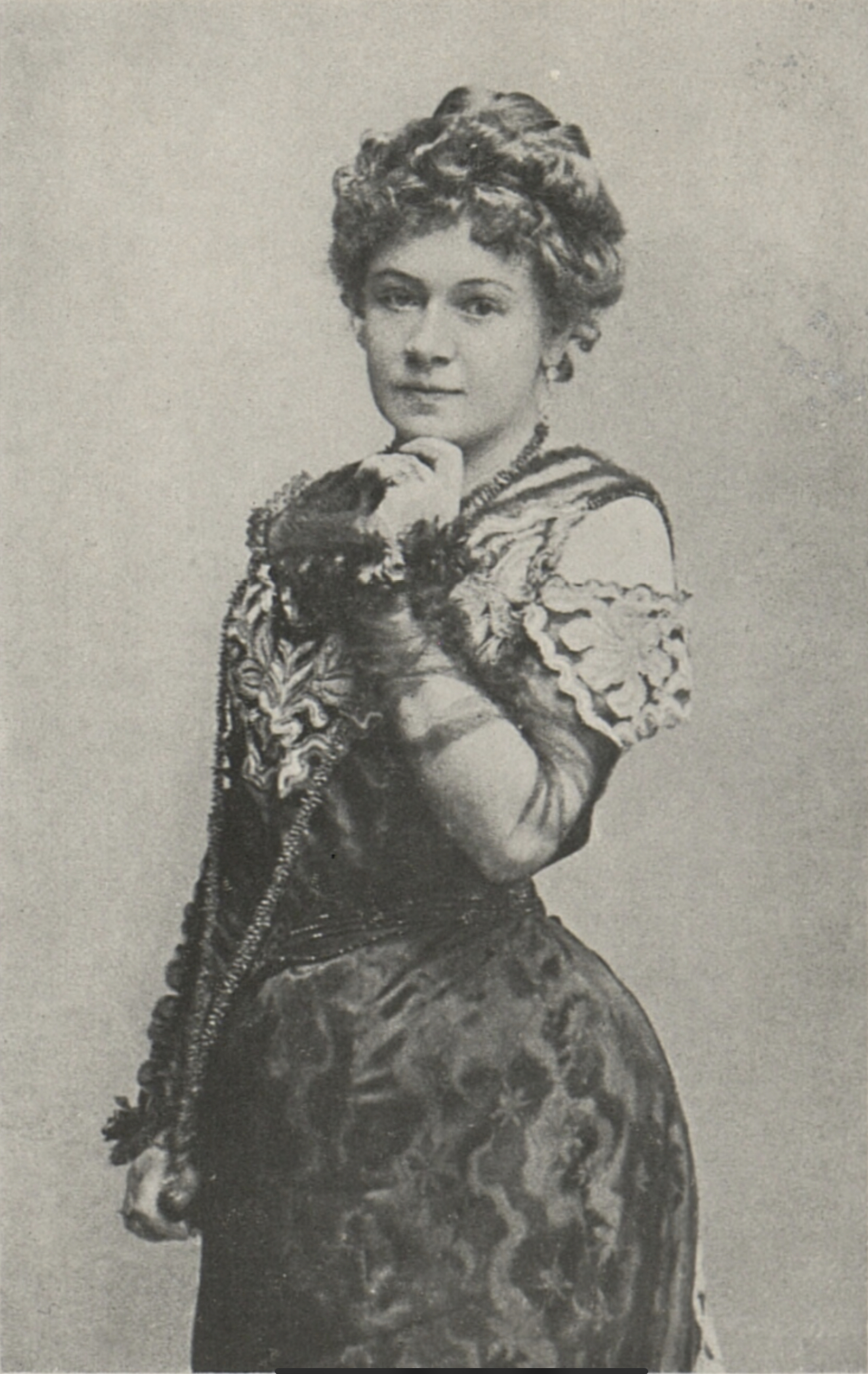
Hana Kvapilová dans Ideální ženě de Marco Praga vers 1899

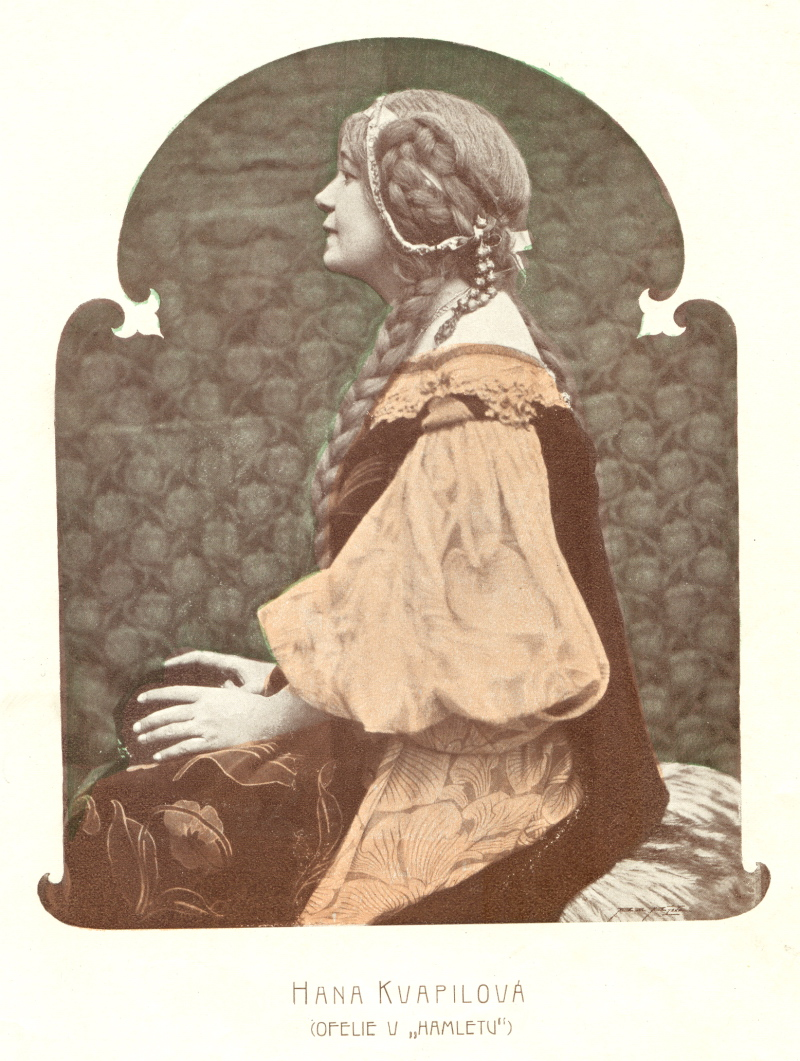
En tant qu'Ophélie dans Hamlet, vers 1898, photo : Karel Maloch
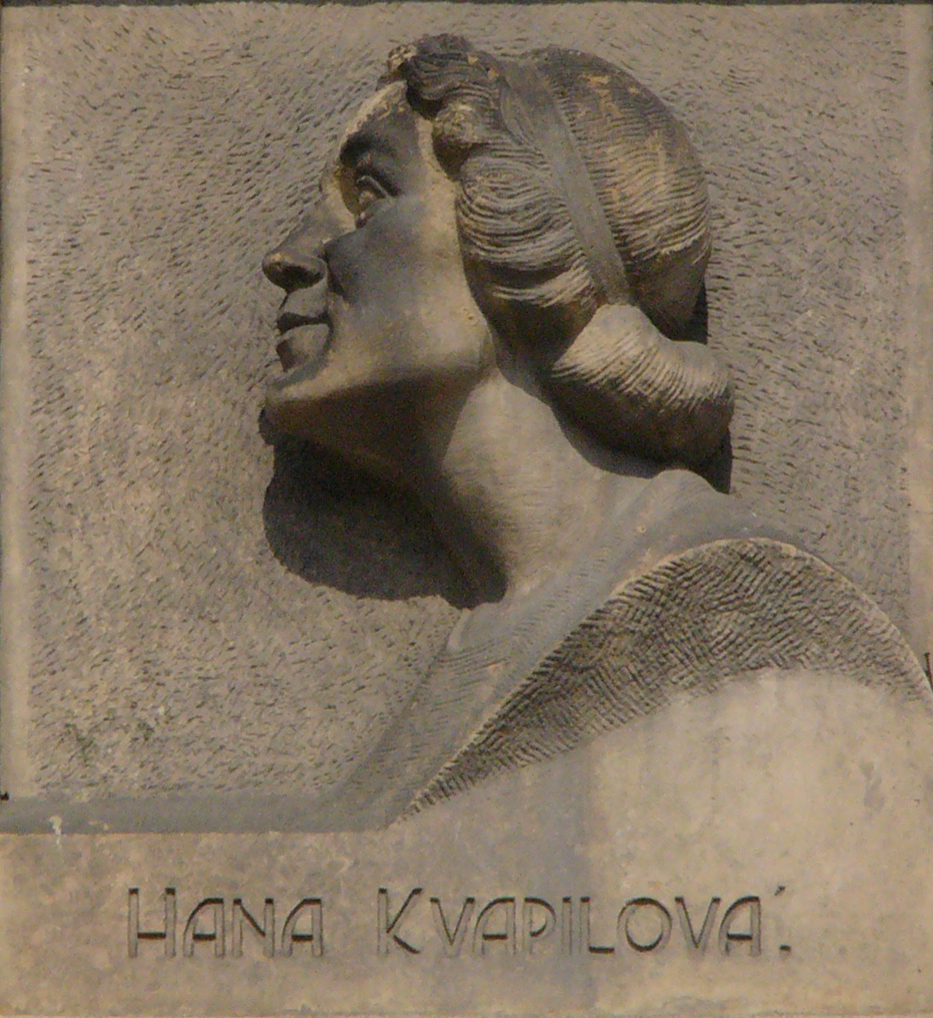
Relief de Julius Pelikán à Olomouc (photo Michal Maňas)
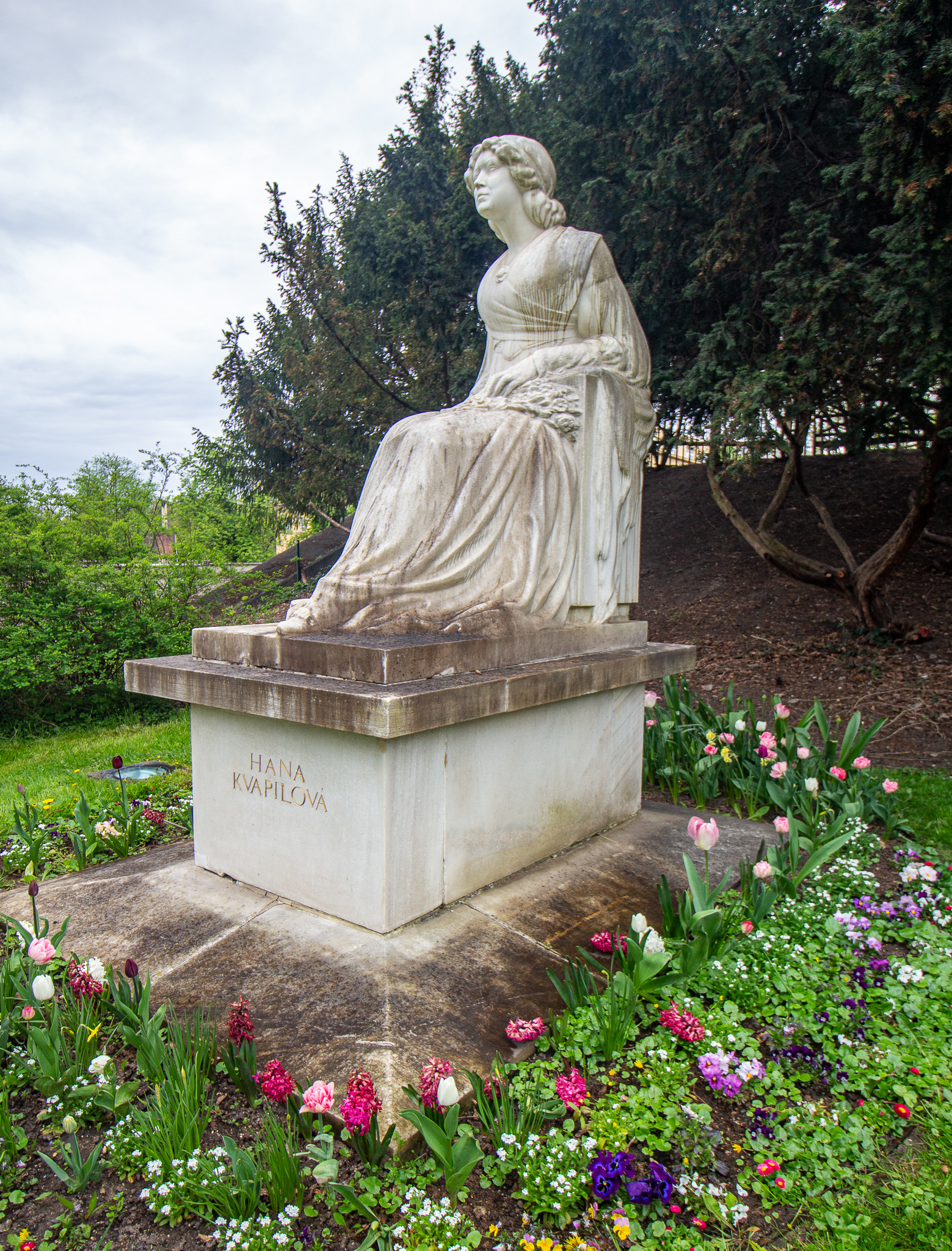
Monument de Jan Štursa, dans le jardin Kinský à Prague (1914), dans lequel est placée une urne.
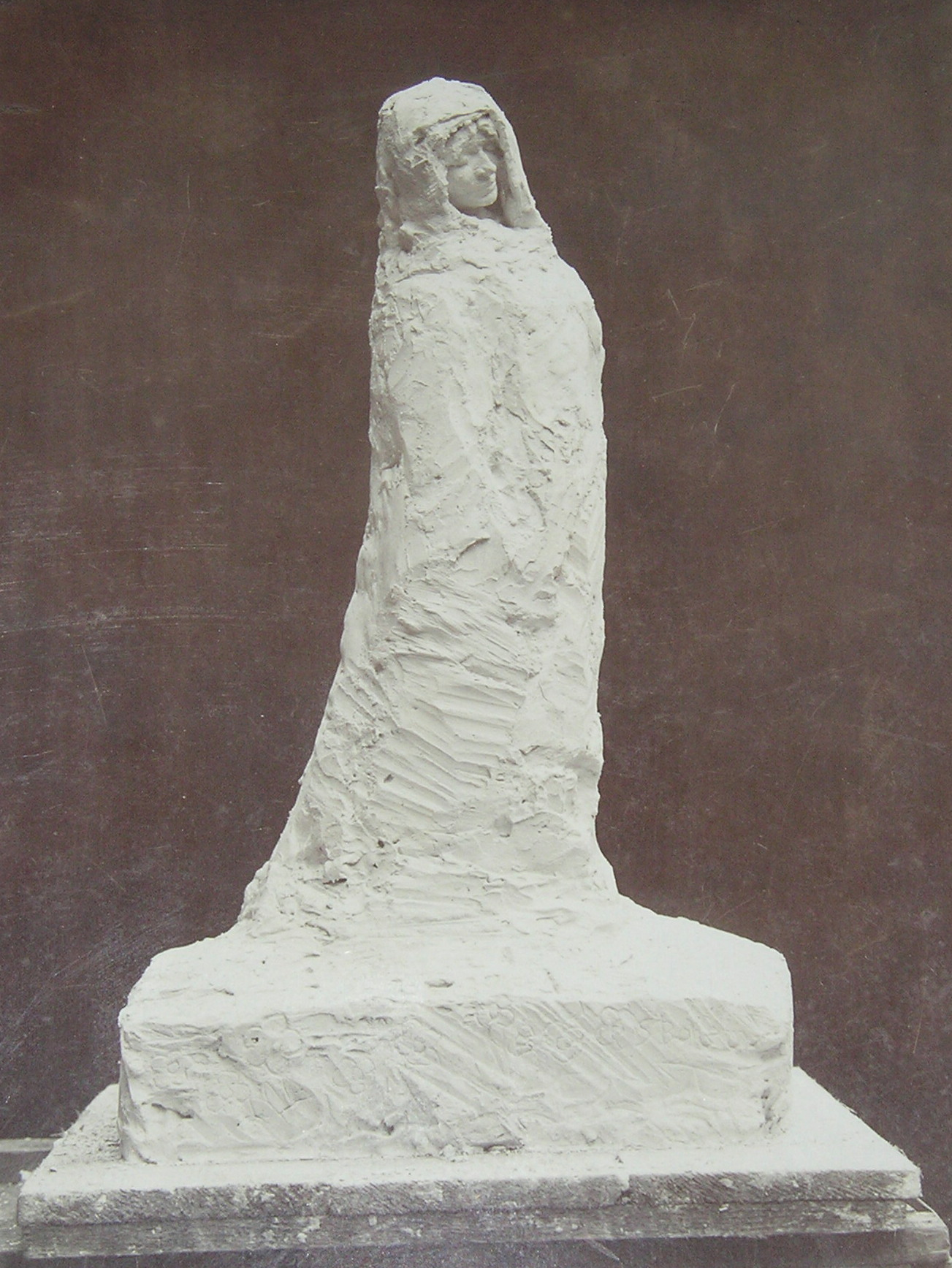
Projet de monument de Josef Mařatka datant de 1907/1908. Il ne faisait pas partie du concours pour le monument de l'actrice. Photographie : Galerie Plastik Hořice

## Œuvres

### Prose
- 1895 : Na prahu, Niva
- 1895 : Jakoby kámen do vody zahodil, Světozor
- 1896 : Lichý život, Ženský obzor
- 1896 : Stesk na jaře, Volné směry
- 1897 : Ostrov v širém moři, Volné směry
- 1897 : Mrtvým, Belvedere,
- 1902 : Královna Draga, Národní politika
- 1903 : Žena v umění dramatickém, Ženský svět
- 1904 : Betty Henningsová, Ženský svět
- 1906 : Moskevští herci, Zlatá Praha ; Český svět
- 1907 : Herecká bída, sketch dans : Literární pozůstalost Hany Kvapilové, Prague: František Šimáček
- 1907 : Teréza, roman inachevé, in : Literární pozůstalost Hany Kvapilové, Prague: F. Šimáček
- 1907 : Rebekka Westova, in : Literární pozůstalost Hany Kvapilové, Prague: F. Šimáček
- 1907 : Nálady a studie k povídkám, in : Literární pozůstalost Hany Kvapilové, Prague: F. Šimáček
- 1907 : Zápisky, in : Literární pozůstalost Hany Kvapilové, Prague: F. Šimáček
- 1907 : Z posledních listů Růženě Svobodové, in : Literární pozůstalost Hany Kvapilové, Prague: F. Šimáček
- 1907 : Literární pozůstalost Hany Kvapilové, introduction de Jaroslav Kvapil, Prague: F. Šimáček[16]
- 1912 : Třináctiletá, nouvelle,  in: 1000 nejkrásnějších novel..., Prague: Nakladatelství a tiskárna Josef R. Vilímek (cs)

### Traductions
- Pustina (La Terre vaine), drame en 4 actes de Branislav Nušić, traduction du serbe, Prague, 1897
- Pustina, drame en 4 actes de Bronislav G. Nušić, Prague, Máj, 1921 [22]

### Autre
- Belvedere, publié en mémoire des festivités théâtrales au Belvédère de la reine Anne à Hradčany, organisées par le Comité des fêtes de Prague, 1897.